# Moon Music
Moon Music (sottotitolato Music of the Spheres Vol. 2) è il decimo album in studio del gruppo musicale britannico Coldplay, pubblicato il 4 ottobre 2024 dalla Parlophone.
L'album, composto da dieci tracce, è stato promosso dai singoli Feels like I'm Falling in Love, We Pray e All My Love. Il 6 ottobre 2024 è stata pubblicata una seconda riedizione dell'album Full Moon, contenente ulteriori dieci tracce.
Commercialmente l'album ha esordito alla prima posizione di numerose classifiche di vendita, tra cui Australia, Germania, Italia e Svezia. L'album ha esordito alla prima posizione sia della Official Albums Chart britannica che della Billboard 200 statunitense, divenendo rispettivamente il decimo e quinto album in studio della band ad ottenere tale risultato.

## Antefatti e composizione
La pubblicazione di un seguito a Music of the Spheres si era lasciata intendere per via del sottotitolo Vol. 1: From Earth with Love presente nelle note di copertina del suddetto disco. Successivamente, al termine della produzione, nel gennaio 2023 Volume 2 è stato confermato con il titolo Moon Music. Dopo l'annuncio ufficiale avvenuto nel giugno 2024, alcuni dei brani presenti nell'album sono stati presentati in anteprima durante il Music of the Spheres World Tour.

Le sessioni di registrazione principali si sono tenute presso il Punta Paloma Estudios a Tarifa, dove il gruppo ha speso due settimane tra giugno e luglio 2024. Chris Martin ha spiegato il significato dell'album in un'intervista a NME:

## Promozione
Il primo singolo dell'album Feels like I'm Falling in Love è stato pubblicato il 21 giugno 2024. Il secondo singolo ufficiale, We Pray, è stato pubblicato il 23 agosto 2024, vedendo la partecipazione vocale di Little Simz, Burna Boy, Elyanna e Tini. Il 4 ottobre viene pubblicato All My Love, ultimo singolo dell'album e dell'intera carriera della band.
Il 19 novembre è stato pubblicato il video del brano The Karate Kid che vede la partecipazione dell'attore Ralph Macchio.
Un'edizione speciale è stata resa disponibile sul negozio online della band tra il 4 e il 7 ottobre 2024 esclusivamente negli Stati Uniti, contenente dieci tracce live di brani eseguiti nel corso del Music of the Spheres World Tour, di cui otto presso il Stadio Monumental Antonio Vespucio Liberti di Buenos Aires in Argentina tra cui l'esibizione con l'artista d'apertura per gran parte della tournée H.E.R. e i BTS.

## Accoglienza
| Recensione      | Giudizio |
| --------------- | -------- |
| AllMusic        |          |
| Clash           | 8/10     |
| Newsic          | 6/10     |
| NME             |          |
| Ondarock        | 4,5/10   |
| Rolling Stone   |          |
| Rockol          | 7/10     |
| The Guardian    |          |
| The Independent |          |
| The Telegraph   |          |
| The Times       |          |

Moon Music ha ricevuto recensioni miste da parte della critica specializzata. Su Metacritic, sito che assegna un punteggio normalizzato su 100 in base a critiche selezionate, l'album ha ottenuto un punteggio medio di 58 basato su otto recensioni.
Rhian Daily di NME ha scritto che l'album «distilla delicatamente e sottilmente lo spirito di resistere a qualsiasi tempesta, andando in viaggio da quel momento iniziale desolante a un finale più accettabile e felice». Ha anche aggiunto che sia le scelte liriche che musicali suggeriscono un'espressione di resilienza, in quanto i «fake-out non si limitano a tenerti sulle spine, ma rispecchiano quella sensazione di aver esaurito tutte le tue opzioni, solo per trovare la forza di andare avanti». Emma Harrison di Clash ha definito Moon Music «l'album più ampio e intrigante della band fino ad oggi» e «ci ricorda il potere dell'amore, della speranza e del fatto che la musica può superare i giorni bui».
Neil Z. Yeung di AllMusic ha dato all'album tre stelle su cinque, scrivendo: «Come molti dei loro sforzi recenti, è un album che ha molto da raccontare: le istantanee libere e la sperimentazione contemplativa ricordano l'approccio da album di ritagli di Everyday Life, mentre al suo massimo grado di popolarità, Moon Music riporta gli ascoltatori a A Head Full of Dreams e Music of the Spheres. In quanto set di fratelli (accennato sia nelle note di copertina del suo predecessore che qui come “Music of the Spheres vol ii”), a volte sembra una raccolta di B-sides, di ciò che resta, nel bene e nel male. Tuttavia, per i fan che chiedono a gran voce qualcosa di più di Berryman, Buckland, Champion e Martin, questo farà al caso loro».

## Tracce
1. Moon Music (featuring Jon Hopkins) – 4:36 (Guy Berryman, Jonny Buckland, Will Champion, Chris Martin, Jon Hopkins, John Metcalfe, Bill Rahko, Daniel Green, Max Martin)
2. Feels like I'm Falling in Love – 3:56 (Guy Berryman, Jonny Buckland, Will Champion, Chris Martin, Apple Martin, Max Martin, Tim Rutili, Jon Hopkins, Bill Rahko, Daniel Green, Michael Ilbert, Oscar Holter)
3. We Pray (featuring Little Simz, Burna Boy, Elyanna e Tini) – 3:53 (Guy Berryman, Jonny Buckland, Will Champion, Chris Martin, Shawn Carter, Simbiatu Ajikawo, Damini Ogulu, Elian Marjieh, Martina Stoessel, Mauricio Rengifo, Davide Rossi, Ilya Salmanzadeh, Andrés Torres, Bill Rahko, Daniel Green, Max Martin,)
4. Jupiter – 4:00 (Guy Berryman, Jonny Buckland, Will Champion, Chris Martin, Davide Rossi, Ilya Salmanzadeh, Jacob Collier, Orlando le Fleming, Moses Martin, Olivia Waithe, Bill Rahko, Daniel Green, Max Martin)
5. Good Feelings (featuring Ayra Starr) – 3:37 (Guy Berryman, Jonny Buckland, Will Champion, Chris Martin, Oyinkansola Aderibigbe, Alex Pall, Nile Rodgers, Andrew Taggart, Max Martin, Michael Ilbert, Bill Rahko, Daniel Green, Oscar Holter)
6. Alien Hits / Alien Radio – 6:09 (Guy Berryman, Jonny Buckland, Will Champion, Chris Martin, Maya Angelou, Jon Hopkins, Max Martin, Kaori Muraji, Devin Powers, Michael Ilbert, Bill Rahko, Daniel Green)
7. IAAM – 3:37 (Guy Berryman, Jonny Buckland, Will Champion, Chris Martin, Jon Hopkins, Max Martin, Bill Rahko, Daniel Green, Michael Ilbert, Oscar Holter)
8. Aeterna – 4:13 (Guy Berryman, Jonny Buckland, Will Champion, Chris Martin, Max Martin, Oscar Holter, Louis Cole, Bill Rahko, Daniel Green, Michael Ilbert,  Jon Hopkins, José Velazquez)
9. All My Love – 3:42 (Guy Berryman, Jonny Buckland, Will Champion, Chris Martin, Max Martin, Moses Martin, John Metcalfe, Bill Rahko, Daniel Green, Michael Ilbert, Oscar Holter, Ilya Salmanzadeh)
10. One World – 6:47 (Guy Berryman, Jonny Buckland, Will Champion, Chris Martin, Max Martin, Denise Carite, Brian Eno, Shaneka Hamilton, John Metcalfe, Bill Rahko, Daniel Green, Michael Ilbert)

Tracce bonus nella Tour Edition
1. Music of the Spheres / Higher Power (live at River Plate) (Guy Berryman, Jonny Buckland, Will Champion, Chris Martin, Max Martin, Rik Simpson, Dan Green, Federico Vindver, Bill Rahko, Denise Carite)
2. Adventure of a Lifetime (live at River Plate) (Guy Berryman, Jonny Buckland, Will Champion, Chris Martin, Mikkel S. Eriksen, Tor Erik Hermansen)
3. Viva la vida (live at River Plate) (Guy Berryman, Jonny Buckland, Will Champion, Chris Martin)
4. Let Somebody Go (live at River Plate) (featuring H.E.R.) (Guy Berryman, Jonny Buckland, Will Champion, Chris Martin, Max Martin, Apple Martin, Bill Rahko, Olivia Waithe, Oscar Holter, Leland Wayne)
5. People of the Pride (live at River Plate) (Guy Berryman, Jonny Buckland, Will Champion, Chris Martin, Derek Dixie, Samuel Falson, Jesse Rogg, Max Martin, Bill Rahko)
6. My Universe (live at River Plate) (featuring BTS) (Guy Berryman, Jonny Buckland, Will Champion, Chris Martin, Max Martin, Bill Rahko, Rahko, Oscar Holter, Min Yoon-gi, Jung Ho-seok, Kim Nam-joon)
7. A Sky Full of Stars (live at River Plate) (Guy Berryman, Jonny Buckland, Will Champion, Chris Martin, Tim Bergling)
8. Biutyful (Guy Berryman, Jonny Buckland, Will Champion, Chris Martin, Max Martin, Oscar Holter, Davide Rossi)
9. Feels like I'm Falling in Love (Live 2024) (Guy Berryman, Jonny Buckland, Will Champion, Chris Martin,  Apple Martin, Max Martin, Tim Rutili)
10. All My Love (live in Dublin) (Guy Berryman, Jonny Buckland, Will Champion, Chris Martin, Moses Martin John Metcalfe, Max Martin)

CD bonus nell'edizione Full Moon
1. Moon Music – Elodie – 4:36 (Guy Berryman, Jonny Buckland, Will Champion, Chris Martin, Bill Rahko)
2. feelslikeimfallinginlive – 4:36
3. The Karate Kid – 2:55 (Guy Berryman, Jonny Buckland, Will Champion, Chris Martin, Ilya Salmanzadeh, John Metcalfe, Bill Rahko, Daniel Green, Max Martin, Michael Ilbert)
4. We Pray – Be Our Guest – 3:53
5. Angelsong – 4:21 (Guy Berryman, Jonny Buckland, Will Champion, Chris Martin, Olivia Waithe, Max Martin, Michael Ilbert, Bill Rahko, Daniel Green, Jon Hopkins, Jacob Collier)
6. Jupiter (single version) – 2:53
7. Man in the Moon – 3:54 (Guy Berryman, Jonny Buckland, Will Champion, Chris Martin, Jon Hopkins, Max Martin, Bill Rahko, Daniel Green, Michael Ilbert, Oscar Holter)
8. I Am a Mountain – 3:06 (Guy Berryman, Jonny Buckland, Will Champion, Chris Martin, Max Martin, Oscar Holter, Bill Rahko)
9. All My Love (live in Dublin) – 4:06
10. A Wave (featuring Jon Hopkins) – 2:33 (Guy Berryman, Jonny Buckland, Will Champion, Chris Martin, Jon Hopkins, Bill Rahko, Michael Ilbert)

Voice Memos – CD bonus nella Notebook Edition
1. Moon Music – 1:50
2. Feels like I'm Falling in Love – 2:06
3. We Pray – 1:34
4. Jupiter – 1:30
5. Good Feelings – 1:04
6. Alien Hits / Alien Radio – 1:22
7. IAAM – 1:51
8. Aeterna – 1:08
9. All My Love – 1:02
10. One World – 1:39

## Formazione
Gruppo
- Chris Martin - voce, tastiera (eccetto traccia 9), chitarra (tracce 2, 4-7 e 9), pianoforte (tracce 1, 3, 5-7, 9 e 10), percussioni (traccia 4)
- Jonny Buckland - chitarra (eccetto traccia 6); voce aggiuntiva (traccia 10)
- Guy Berryman - basso (eccetto traccia 6), mandolino (traccia 7), glockenspiel (traccia 4)
- Will Champion - batteria (eccetto tracce 1 e 6), percussioni (tracce 1-3, 6, 8 e 9), cori (tracce 2, 7 e 9), programmazione (traccia 8), sintetizzatore (traccia 9), chitarra (traccia 7), voce (traccia 6)

## Successo commerciale
Moon Music ha esordito al primo posto della Official Albums Chart con 236796 unità equivalente ad album vendute, divenendo il decimo album dei Coldplay a occupare la prima posizione della classifica. L'album è divenuto il loro disco venduto più velocemente dai tempi di Viva la vida or Death and All His Friends (2008), e la più grande settimana per un gruppo dai tempi di Midnight Memories degli One Direction (2013), che ha venduto 237338 unità. Secondo la BBC, la band ha superato le vendite del resto delle restanti quaranta posizioni delle vendite della classifica. L'album è inoltre divenuto l'esordio con il maggior numero di copie vendute per un artista britannico da 30 di Adele del 2021.
Negli Stati Uniti, Moon Music ha esordito al primo posto della Billboard 200 con 120000 unità, di cui 106000 di vendite fisiche, divenendo il quinto album della band a riuscirci. È stata la settimana di maggiori vendite della band nel Paese dopo A Head Full of Dreams (2015) e il loro primo album a posizionarsi alla prima posizione in classifica nel Paese dopo Ghost Stories (2014). Secondo la BBC, il successo segna anche la prima volta che un gruppo britannico raggiunge la prima posizione sia nel Regno Unito che negli Stati Uniti da I Like It When You Sleep, for You Are So Beautiful Yet So Unaware of It dei The 1975 del 2016.
L'album ha esordito al numero due della ARIA Albums Chart, diventando il secondo album in studio del gruppo a non raggiungere la vetta della classifica, insieme al loro progetto discografico di debutto Parachutes. In Italia l'album ha esordito al primo posto della classifica FIMI degli album, diventando il sesto disco al numero uno dei Coldplay, il primo da Ghost Stories del 2014.

## Classifiche

### Classifiche settimanali
| Classifica (2024) | Posizione massima |
| ----------------- | ----------------- |
| Australia         | 2                 |
| Belgio (Fiandre)  | 1                 |
| Belgio (Vallonia) | 1                 |
| Canada            | 1                 |
| Finlandia         | 2                 |
| Germania          | 1                 |
| Giappone          | 15                |
| Irlanda           | 1                 |
| Italia            | 1                 |
| Lituania          | 7                 |
| Norvegia          | 1                 |
| Nuova Zelanda     | 2                 |
| Paesi Bassi       | 1                 |
| Regno Unito       | 1                 |
| Stati Uniti       | 1                 |
| Svezia            | 1                 |
| Svizzera          | 1                 |

### Classifiche di fine anno
| Classifica (2024) | Posizione |
| ----------------- | --------- |
| Belgio (Fiandre)  | 47        |
| Belgio (Vallonia) | 48        |
| Germania          | 28        |
| Italia            | 88        |
| Paesi Bassi       | 23        |
| Portogallo        | 59        |
| Regno Unito       | 9         |
| Svizzera          | 4         |